# Фоде Дукуре
Фоде Дукуре (фр. Fodé Doucouré, нар. 3 лютого 2001, Бамако) — малійський футболіст, лівий захисник французького клубу «Ред Стар».
Виступав за олімпійську збірну Малі.

## Клубна кар'єра
Народився 3 лютого 2001 року в місті Бамако. Вихованець юнацьких команд сенегальського «Діамбара» та малійського «Бамако».
У дорослому футболі дебютував 2019 року виступами за другу команду французького «Реймса». За рік дебютував в іграх за головну команду рейнського клубу і загалом у його складі взяв участь у 10 іграх елітної Ліги 1.
На початку 2022 року був орендований клубом «Ред Стар» з третього французького дивізіону. який влітку того ж року уклав із малійцем повноцінний контракт. Дукуре відразу став основним гравцем нової команди, а за результами сезону 2023/24 допоміг їй виграти Національний чемпіонат і підвищитися у класі до другого дивізіону французького футболу.

## Виступи за збірні
2023 року залучався до складу молодіжної збірної Малі. На молодіжному рівні зіграв у 5 офіційних матчах.
У складі олімпійської збірної Малі — учасник футбольного турніру на Олімпійських іграх 2024 року в Парижі, де виходив на поле в усіх трьох іграх групового турніру, який малійцям подолати не вдалося.